# Zypern-Cup
Der Zypern-Cup ist ein seit 2008 in der Republik Zypern ausgetragener Wettbewerb für Frauen-Fußballnationalmannschaften, der bis 2015 von den nationalen Fußballverbänden Englands (FA), Schottlands (SFA) und der Niederlande (KNVB) organisiert wurde. Federführer für den Wettbewerb 2016 und 2023 war der finnische Verband SPL, während bei der zehnten bis dreizehnten Ausspielung 2017 bis 2020 der tschechische Verband FAČR diese Funktion innehatte. Das Einladungsturnier findet im Februar oder März parallel zum Algarve-Cup, an dem in der Regel stärkere Mannschaften teilnehmen, und/oder anderen Turnieren statt. Auch wenn das Turnier in der Republik Zypern stattfindet, nahm die Mannschaft der Republik Zypern bisher nicht teil. Rekordsieger mit jeweils drei Titeln sind Kanada und England, die 2016 erstmals nicht teilnahmen. Erfolgreichste Torschützin ist Christine Sinclair mit 17 vor Manon Melis mit 12 Toren. Austragungsorte der Spiele waren bisher Achna, Larnaka, Nikosia, Paralimni und Sotira. Rekordspielerin Christine Sinclair nahm an bisher allen Spielen der kanadischen Mannschaft beim Zypern-Cup teil, außer dem Spiel am 6. März 2013 gegen die Schweiz, für das sie gesperrt war. Keine Mannschaft nahm an allen Austragungen teil. Rekordteilnehmer ist Italien mit zehn Teilnahmen, das aber das Turnier noch nie gewinnen konnte. 2021 und 2022 fand das Turnier wegen der COVID-19-Pandemie nicht statt.
Bereits von 1990 bis 1993 hatte es in der Stadt Agia Napa ein Turnier gegeben, das als Alternative des Nordic Cups ausgetragen wurde. In der Statistik des dänischen Verbandes wird dieses Turnier – ebenso wie das 1991 in Tróia (Portugal) ausgetragene Turnier – als "Open Nordic Cup" geführt, während der DFB, der 1993 teilnahm, es als "Zypern-Cup" führt. In den Statistiken des norwegischen und schwedischen Verbandes sind diese Spiele dagegen nicht besonders klassifiziert. 1990 und 1991 nahmen die vier nordischen Verbände teil, 1992 und 1993 fehlte Finnland. 1993 nahmen neben Deutschland noch Frankreich und die USA teil. Rekordsieger dieser drei Turniere ist Schweden mit zwei Siegen.

## Modus
An der ersten Austragung 2008 nahmen sechs Mannschaften, darunter die U-20-Mannschaft der USA teil, die zunächst in zwei Dreier-Gruppen im "Jeder gegen Jeden"-Modus spielten. Die Tabellenführer spielten dann gegeneinander um den Titel, die Zweitplatzierten um Platz 3 und die Drittplatzierten um Platz 5. Zusätzlich fanden im ersten Jahr drei Spiele statt, bei denen jede Mannschaft gegen eine Mannschaft der anderen Gruppe spielte. Diese Spiele zählten aber nicht für die Turnierwertung.
2009 wurde das Teilnehmerfeld auf 8 erhöht und in zwei Vierer-Gruppen gespielt. Auch hier traten dann die gleichplatzierten Mannschaften anschließend in Spielen um die Plätze gegeneinander an.
2011 erfolgte eine Vergrößerung des Teilnehmerfeldes auf 12 und es wurde in drei Vierer-Gruppen gespielt. Der Sieger der 3. Gruppe spielte gegen den Dritten der 1. Gruppe um Platz 5 und der Zweite der 3. Gruppe gegen den Dritten der 2. Gruppe um Platz 7.
2014 spielten in den Spielen um Platz 3 bis 6 nicht mehr die gleichplatzierten Mannschaften der Gruppen A und B gegeneinander, sondern die jeweils bessere Mannschaft auf dem zweiten Platz der Gruppe A oder B gegen den Ersten und die schlechtere zweitplatzierte der Gruppe A oder B gegen den Zweiten der Gruppe C. Somit konnte der Sieger der Gruppe C erstmals Turnierdritter werden, was der Mannschaft aus Südkorea auch gelang und Mexiko 2015 wiederholte. In den Jahren vor 2014 konnte der Sieger der Gruppe C bestenfalls Siebter werden.
2016 fand das Turnier – wie der wieder parallel stattgefundene Algarve-Cup – nur mit acht Mannschaften statt, da gleichzeitig die Qualifikationsturniere für die Olympischen Spiele 2016 in Asien und zur Ermittlung des letzten europäischen Starters stattfanden. Die acht Mannschaften spielten zunächst in zwei Gruppen. Die gleichplatzierten Mannschaften spielten danach um die Plätze.
2019 nahmen nur fünf Mannschaften teil, von denen einige zwei und einige drei Spiele bestritten und die erspielten Punkte wurden durch die Anzahl der Spiele dividiert um die Rangfolge zu bestimmen. 2023 nehmen vier Mannschaften teil, die im Jede-gegen-jede-Modus spielen.

## Erstteilnahmen
Bei den bislang elf ausgetragenen Turnieren gab es insgesamt 27 Teilnehmer. Die nachfolgende Übersicht zeigt, bei welcher Austragung welches Land erstmals teilnahm (Anzahl der Teilnahmen in Klammern, Stand: 2023):
| Jahr (Anzahl Teilnehmer) | Erstteilnehmer | Erstteilnehmer | Erstteilnehmer  | Erstteilnehmer |
| ------------------------ | -------------- | -------------- | --------------- | -------------- |
| 2008 (6)                 | Japan (1)      | Kanada (8)     | Niederlande (8) | Russland (3)   |
|                          | Schottland (9) | USA (U-20) (1) |                 |                |
| 2009 (8)                 | England (7)    | Frankreich (4) | Südafrika (7)   | Neuseeland (7) |
| 2010 (8)                 | Italien (10)   | Schweiz (7)    |                 |                |
| 2011 (12)                | Mexiko (4)     | Südkorea (6)   | Nordirland (3)  |                |
| 2012 (12)                | Finnland (8)   |                |                 |                |
| 2013 (12)                | Irland (4)     |                |                 |                |
| 2014 (12)                | Australien (2) |                |                 |                |
| 2015 (12)                | Belgien (4)    | Tschechien (6) |                 |                |
| 2016 (8)                 | Österreich (4) | Polen (1)      | Ungarn (4)      | Wales (3)      |
| 2017 (12)                | Nordkorea (3)  |                |                 |                |
| 2018 (12)                | Slowakei (3)   | Spanien (1)    |                 |                |
| 2019 (12)                | Nigeria (1)    | Thailand (1)   |                 |                |
| 2020 (6)                 | Kroatien (1)   |                |                 |                |
| 2023 (4)                 | Rumänien (0)   |                |                 |                |

## Die Turniere im Überblick
| Jahr         | Finale                                                                   | Finale                                                                   | Finale                                                                   | Spiel um Platz drei                                                      | Spiel um Platz drei                                                      | Spiel um Platz drei                                                      |
| Jahr         | Sieger                                                                   | Ergebnis                                                                 | 2. Platz                                                                 | 3. Platz                                                                 | Ergebnis                                                                 | 4. Platz                                                                 |
| ------------ | ------------------------------------------------------------------------ | ------------------------------------------------------------------------ | ------------------------------------------------------------------------ | ------------------------------------------------------------------------ | ------------------------------------------------------------------------ | ------------------------------------------------------------------------ |
| 2008 Details | Kanada                                                                   | 3:2                                                                      | USA (U-20)                                                               | Japan                                                                    | 2:1                                                                      | Niederlande                                                              |
| 2009 Details | England                                                                  | 3:1                                                                      | Kanada                                                                   | Frankreich                                                               | 1:1 n. V.,6:5 i. E.                                                      | Neuseeland                                                               |
| 2010 Details | Kanada                                                                   | 1:0                                                                      | Neuseeland                                                               | Niederlande                                                              | 4:0                                                                      | Schweiz                                                                  |
| 2011 Details | Kanada                                                                   | 2:1                                                                      | Niederlande                                                              | Frankreich                                                               | 3:0                                                                      | Schottland                                                               |
| 2012 Details | Frankreich                                                               | 2:0                                                                      | Kanada                                                                   | Italien                                                                  | 3:1                                                                      | England                                                                  |
| 2013 Details | England                                                                  | 1:0                                                                      | Kanada                                                                   | Neuseeland                                                               | 2:1                                                                      | Schweiz                                                                  |
| 2014 Details | Frankreich                                                               | 2:0                                                                      | England                                                                  | Südkorea                                                                 | 1:1, 3:1 i. E.                                                           | Schottland                                                               |
| 2015 Details | England                                                                  | 1:0                                                                      | Kanada                                                                   | Mexiko                                                                   | 3:2                                                                      | Italien                                                                  |
| 2016 Details | Österreich                                                               | 2:1                                                                      | Polen                                                                    | Italien                                                                  | 3:1                                                                      | Tschechien                                                               |
| 2017 Details | Schweiz                                                                  | 1:0                                                                      | Südkorea                                                                 | Nordkorea                                                                | 2:0                                                                      | Irland                                                                   |
| 2018 Details | Spanien                                                                  | 2:0                                                                      | Italien                                                                  | Nordkorea                                                                | 2:1                                                                      | Schweiz                                                                  |
| 2019 Details | Nordkorea                                                                | 3:3 n. V., 7:6 i. E.                                                     | Italien                                                                  | Belgien                                                                  | 0:0, 3:2 i. E.                                                           | Österreich                                                               |
| 2020 Details | Kroatien                                                                 | (Ligasystem)                                                             | Finnland                                                                 | Mexiko                                                                   | (Ligasystem)                                                             | Tschechien                                                               |
| 2021         | Aufgrund der COVID-19-Pandemie abgesagt                                  | Aufgrund der COVID-19-Pandemie abgesagt                                  | Aufgrund der COVID-19-Pandemie abgesagt                                  | Aufgrund der COVID-19-Pandemie abgesagt                                  | Aufgrund der COVID-19-Pandemie abgesagt                                  | Aufgrund der COVID-19-Pandemie abgesagt                                  |
| 2022         | Aufgrund der COVID-19-Pandemie abgesagt                                  | Aufgrund der COVID-19-Pandemie abgesagt                                  | Aufgrund der COVID-19-Pandemie abgesagt                                  | Aufgrund der COVID-19-Pandemie abgesagt                                  | Aufgrund der COVID-19-Pandemie abgesagt                                  | Aufgrund der COVID-19-Pandemie abgesagt                                  |
| 2023 Details | Finnland                                                                 | (Ligasystem)                                                             | Kroatien                                                                 | Rumänien                                                                 | (Ligasystem)                                                             | Ungarn                                                                   |
| 2024         | Aufgrund des Kriegs in Israel und Gaza abgesagt                          | Aufgrund des Kriegs in Israel und Gaza abgesagt                          | Aufgrund des Kriegs in Israel und Gaza abgesagt                          | Aufgrund des Kriegs in Israel und Gaza abgesagt                          | Aufgrund des Kriegs in Israel und Gaza abgesagt                          | Aufgrund des Kriegs in Israel und Gaza abgesagt                          |
| 2025         | Aufgrund der Terminierung der UEFA Women’s Nations League 2025 abgesagt. | Aufgrund der Terminierung der UEFA Women’s Nations League 2025 abgesagt. | Aufgrund der Terminierung der UEFA Women’s Nations League 2025 abgesagt. | Aufgrund der Terminierung der UEFA Women’s Nations League 2025 abgesagt. | Aufgrund der Terminierung der UEFA Women’s Nations League 2025 abgesagt. | Aufgrund der Terminierung der UEFA Women’s Nations League 2025 abgesagt. |

## Ranglisten
| Rang | Land        | Titel | Jahr(e)          | 2. | 3. | 4. |
| ---- | ----------- | ----- | ---------------- | -- | -- | -- |
| 1    | Kanada      | 3     | 2008, 2010, 2011 | 4  | /  | /  |
| 2    | England     | 3     | 2009, 2013, 2015 | 1  | /  | 1  |
| 3    | Frankreich  | 2     | 2012, 2014       | /  | 2  | /  |
| 4    | Finnland    | 1     | 2023             | 1  | /  | /  |
| 4    | Kroatien    | 1     | 2020             | 1  | /  | /  |
| 6    | Nordkorea   | 1     | 2019             | /  | 2  | /  |
| 7    | Schweiz     | 1     | 2017             | /  | /  | 3  |
| 8    | Österreich  | 1     | 2016             | /  | /  | 1  |
|      | Spanien     | 1     | 2018             | /  | /  | /  |
| 10   | Italien     |       |                  | 2  | 2  | 1  |
| 11   | Niederlande |       |                  | 1  | 1  | 1  |
|      | Neuseeland  |       |                  | 1  | 1  | 1  |
| 13   | Südkorea    |       |                  | 1  | 1  | /  |
|      | Polen       |       |                  | 1  | /  | /  |
|      | USA (U-20)  |       |                  | 1  | /  | /  |
| 16   | Mexiko      |       |                  | /  | 2  | /  |
| 17   | Belgien     |       |                  | /  | 1  | /  |
| 17   | Japan       |       |                  | /  | 1  | /  |
| 17   | Rumänien    |       |                  | /  | 1  | /  |
| 20   | Schottland  |       |                  | /  | /  | 2  |
| 20   | Tschechien  |       |                  | /  | /  | 2  |
| 22   | Irland      |       |                  | /  | /  | 1  |
| 22   | Ungarn      |       |                  | /  | /  | 1  |

| Rang | Konföderation | Titel | 2. | 3. | 4. |
| ---- | ------------- | ----- | -- | -- | -- |
| 1    | UEFA          | 10    | 7  | 7  | 13 |
| 2    | CONCACAF      | 3     | 5  | 2  | /  |
| 3    | AFC           | 1     | 1  | 4  | /  |
| 4    | OFC           | /     | 1  | 1  | 1  |
| 5    | CAF           | /     | /  | /  | /  |
|      | CONMEBOL *    | /     | /  | /  | /  |

## Teilnehmerübersicht
| Mannschaft  | 2008 | 2009 | 2010 | 2011 | 2012 | 2013 | 2014 | 2015 | 2016 | 2017 | 2018 | 2019 | 2020 | 2023 |
| ----------- | ---- | ---- | ---- | ---- | ---- | ---- | ---- | ---- | ---- | ---- | ---- | ---- | ---- | ---- |
| Australien  | –    | –    | –    | –    | –    | –    | 7.   | 6.   | –    | –    | –    | –    | –    | –    |
| Belgien     | –    | –    | –    | –    | –    | –    | –    | 12.  | –    | 7.   | 5.   | 3.   | –    | –    |
| England     | –    | 1.   | 5.   | 5.   | 4.   | 1.   | 2.   | 1.   | –    | –    | –    | –    | –    | –    |
| Finnland    | –    | –    | –    | –    | 6.   | 7.   | 12.  | 9.   | 8.   | –    | 11.  | 9.   | 2.   | 1.   |
| Frankreich  | –    | 3.   | –    | 3.   | 1.   | –    | 1.   | –    | –    | –    | –    | –    | –    | –    |
| Irland      | –    | –    | –    | –    | –    | 8.   | 6.   | –    | 7.   | 4.   | –    | –    | –    | –    |
| Italien     | –    | –    | 6.   | 9.   | 3.   | 9.   | 8.   | 4.   | 3.   | 11.  | 2.   | 2.   | –    | –    |
| Japan       | 3.   | –    | –    | –    | –    | –    | –    | –    | –    | –    | –    | –    | –    | –    |
| Kanada      | 1.   | 2.   | 1.   | 1.   | 2.   | 2.   | 5.   | 2.   | –    | –    | –    | –    | –    | –    |
| Kroatien    | –    | –    | –    | –    | –    | –    | –    | –    | –    | –    | –    | –    | 1.   | 2.   |
| Mexiko      | –    | –    | –    | 7.   | –    | –    | –    | 3.   | –    | –    | –    | 5.   | 3.   | –    |
| Neuseeland  | –    | 4.   | 2.   | 8.   | 8.   | 3.   | 11.  | –    | –    | 9.   | –    | –    | –    | –    |
| Niederlande | 4.   | 5.   | 3.   | 2.   | 7.   | 6.   | 9.   | 8.   | –    | –    | –    | –    | –    | –    |
| Nigeria     | –    | –    | –    | –    | –    | –    | –    | –    | –    | –    | –    | 7.   | –    | –    |
| Nordirland  | –    | –    | –    | 12.  | 12.  | 12.  | –    | –    | –    | –    | –    | –    | –    | –    |
| Nordkorea   | –    | –    | –    | –    | –    | –    | –    | –    | –    | 3.   | 3.   | 1.   | –    | –    |
| Österreich  | –    | –    | –    | –    | –    | –    | –    | –    | 1.   | 8.   | 7.   | 4.   | –    | –    |
| Polen       | –    | –    | –    | –    | –    | –    | –    | –    | 2.   | –    | –    | –    | –    | –    |
| Rumänien    | –    | –    | –    | –    | –    | –    | –    | –    | –    | –    | –    | –    | –    | 3.   |
| Russland    | 5.   | 8.   | –    | 10.  | –    | –    | –    | –    | –    | –    | –    | –    | –    | –    |
| Schottland  | 6.   | 7.   | 7.   | 4.   | 9.   | 5.   | 4.   | 7.   | –    | 5.   | –    | –    | –    | –    |
| Schweiz     | –    | –    | 4.   | 11.  | 11.  | 4.   | 10.  | –    | –    | 1.   | 4.   | –    | –    | –    |
| Slowakei    | –    | –    | –    | –    | –    | –    | –    | –    | –    | –    | 10.  | 12.  | 5.   | –    |
| Spanien     | –    | –    | –    | –    | –    | –    | –    | –    | –    | –    | 1.   | –    | –    | –    |
| Südafrika   | –    | 6.   | 8.   | –    | 10.  | 11.  | –    | 10.  | –    | –    | 6.   | 10.  | –    | –    |
| Südkorea    | –    | –    | –    | 6.   | 5.   | 10.  | 3.   | 11.  | –    | 2.   | –    | –    | –    | –    |
| Thailand    | –    | –    | –    | –    | –    | –    | –    | –    | –    | –    | –    | 8.   | Z    | –    |
| Tschechien  | –    | –    | –    | –    | –    | –    | –    | 6.   | 4.   | 12.  | 9.   | 6.   | 4.   | –    |
| Ungarn      | –    | –    | –    | –    | –    | –    | –    | –    | 5.   | 10.  | 12.  | 11.  | –    | 4.   |
| USA-U20     | 2.   | –    | –    | –    | –    | –    | –    | –    | –    | –    | –    | –    | –    | –    |
| Wales       | –    | –    | –    | –    | –    | –    | –    | –    | 6.   | 6.   | 8.   | –    | –    | –    |
| Teilnehmer  | 6    | 8    | 8    | 12   | 12   | 12   | 12   | 12   | 8    | 12   | 12   | 12   | 5    | 4    |

Anmerkung: Z = Vor Turnierstart zurückgezogen

## Torschützenköniginnen
| Jahr | Spielerin(nen)                                        | Tore |
| ---- | ----------------------------------------------------- | ---- |
| 2008 | Christine Sinclair                                    | 5    |
| 2009 | Manon Melis Christine Sinclair                        | 4    |
| 2010 | Manon Melis                                           | 4    |
| 2011 | Marie-Laure Delie                                     | 6    |
| 2012 | Linda Sällström                                       | 5    |
| 2013 | Ellen White Sanna Talonen                             | 3    |
| 2014 | Lisa Evans                                            | 4    |
| 2015 | Kim Little                                            | 5    |
| 2016 | Nina Burger                                           | 3    |
| 2017 | Rosie White                                           | 3    |
| 2018 | Emmi Alanen Cristiana Girelli Tereza Kožárová         | 3    |
| 2019 | Kim Yun-mi                                            | 5    |
| 2020 | Kaisa Collin Ria Öling Izabela Lojna Patricia Hmírová | 2    |